# Île de Gigha
Ne doit pas être confondu avec Gighay.
Lîle de Gigha (prononcé /ˈɡiːə/, Giogha en gaélique écossais) est une petite île à proximité de la côte ouest de la péninsule du Kintyre en Écosse. L'île fait partie de la division administration d'Argyll and Bute et a une population d'environ 150 habitants, la plupart parlant gaélique. Le climat est doux avec des heures d'ensoleillement supérieures à la moyenne et des sols fertiles. Gigha a une longue histoire, puisqu'elle est habitée continuellement depuis les temps préhistoriques. Son rôle fut important durant le royaume de Dalriada et en tant que terre ancestrale du clan MacNeill. L'île tomba sous le contrôle des Scandinaves et des seigneurs des Îles avant d'être incorporée dans l'Écosse moderne, et vécut de nombreux conflits durant l'époque médiévale. 
Gigha compta jusqu'à plus de 700 habitants au XVIIIe siècle, mais durant le XXe siècle les nombreux propriétaires de l'île causèrent des problèmes de développement. Au début du XXIe siècle, le nombre de résidents avait chuté à seulement 98. Cependant, un rachat par la communauté en 2002 a transformé l'île, dont la population s'accroît avec le soutien de nouvelles activités commerciales venant en renfort de l'agriculture et du tourisme. Les principaux attraits touristiques de l'île sont les jardins d'Achamore et la vie sauvage abondante, en particulier les oiseaux de mer. Plusieurs navires firent naufrage sur les rochers et récifs alentour.

## Étymologie
Les Hébrides ont été occupées par des locuteurs d'au moins quatre langues depuis l'âge du fer, et en conséquence la plupart des noms des îles ont plus d'une interprétation possible. Nombre d'experts modernes considèrent que le nom Gigha proviendrait d'un des deux mots suivants en vieux norrois : Guðey, signifiant « bonne île », ou Gud-øy, signifiant « île de Dieu »,,, La saga scandinave Hákonar saga Hákonarsonar du codex Frisianus fait référence à l'île explicitement comme Guðey,.
En dépit de cela, d'autres auteurs comme John et Julia Keay ou Haswell-Smith suggèrent que le nom gaélique dérive de Gjáey signifiant « fissure » ou « île du géo », (i.e. chenal taillé dans une falaise). Cependant, le vieux norrois gjá se manifeste normalement dans la forme gaélique geodha. Czerkawaska remarque que l'île est appelée Gug dans une charte de 1309 et apparaît aussi comme Gega sur de vieilles cartes, ce qui permet de formuler des hypothèses quant à une dérivation pré-norrois à partir du gaélique Sheela na Gig, symbole de fertilité féminine. Haswell-Smith propose aussi la possibilité de l'île de Gydha d'après un nom féminin norrois. 
Un habitant de Gigha est un Gioghach, surnommé gamhainn (désignant un petit bœuf ou génisse d'un an). Bien que la prononciation la plus répandue du nom gaélique Giogha soit /[kʲi.ə]/, le dialecte du sud préserve la consonne fricative et ainsi la prononciation est /[kʲiɣa]/ dans la péninsule du Kintyre ou /[kʲɯɣɑ]/ dans la région d'Argyll.

## Géographie et géologie
Gigha se trouve à 5 km de la côte du Kintyre. L'île est longue de 9,5 km dans une direction approximativement sud-nord, et jusqu'à 2,5 km de large. La superficie totale est de 14 km2, et l'altitude maximale est obtenue par Creag Bhàn à 100 m. La crête rocheuse centrale est composée d'amphibolite avec des intrusions de basalte,,.
Le principal village est Ardminish, sur la côte sud-est, et il offre un petit point d'ancrage dans la baie abritée d'Ardminish. Plus loin au nord se trouve la baie de Druimyeon et au-delà, les baies est et ouest de Tarbert qui se trouvent à cheval sur un petit isthme. Le climat est doux avec des heures d'ensoleillement et des températures minimales plus élevées que la moyenne de l'Écosse. La gelée du sol survient moins de jours que la moyenne d'Écosse,. La pluviosité annuelle est généralement entre 1 000 millimètres et 1 290 millimètres.

### Îles environnantes
L'île Cara se trouve juste à proximité de la côte sud, la plus petite île Craro se trouve à l'ouest et Gigalum au nord-est. Un tombolo connecte Gigha à Eilean Garbh au nord-ouest. Au nord se trouvent les roches appelées An Dubh Sgeir (nom commun signifiant « rocher noir » et Gamhna Giogha. Le détroit de Gigha sépare Gigha et ses îles attenantes des terres du Kintyre.
À l'ouest et au nord-ouest respectivement se trouvent les deux grandes îles d'Islay et Jura. Au sud-ouest, se trouve l'île de Rathlin, à 10 km des côtes irlandaises qui peuvent être vues de Gigha les jours de beau temps. Entre Jura et Gigha se trouvent les rochers de Na Cuiltean et le phare de Skervuile. Entre Gigha et Port Ellen, sur l'île d'Islay, se trouve l'île de Texa. Eilean Mòr, la plus grande des Crowlin Islands, et l'île de Danna sont un peu plus au nord de la côte d'Argyll. Il y a également plusieurs petits rochers et récifs dans les mers autour de Gigha. Lorsqu'un touriste a demandé à Willie McSporran, un autochtone, s'il savait où se trouvaient tous les rochers, ce dernier a répondu : « non, mais je sais où ils ne se trouvent pas et ça me suffit ».

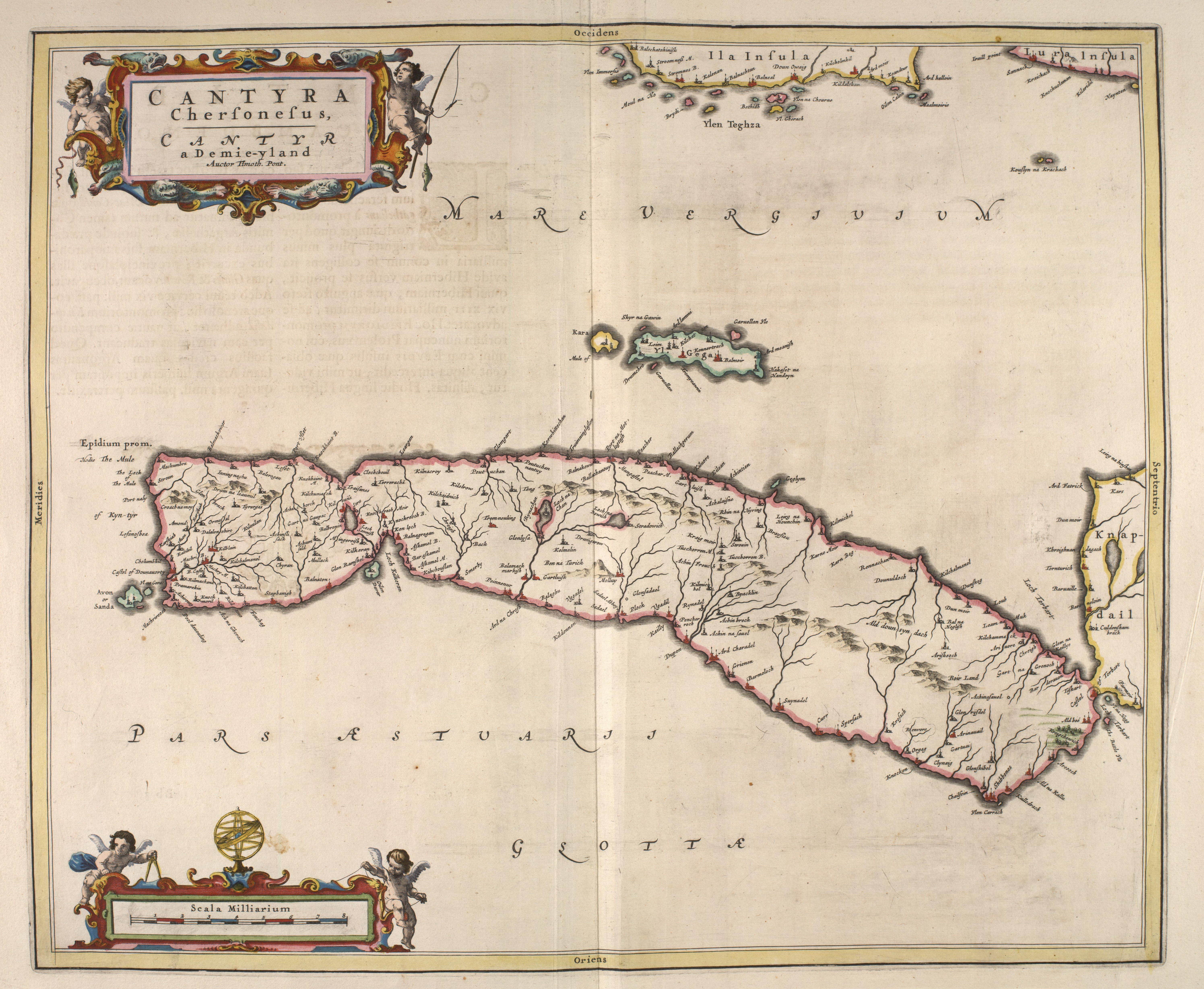
Carte d'Écosse de 1654 montrant Gigha au centre et, à gauche, l'île plus petite de Cara.
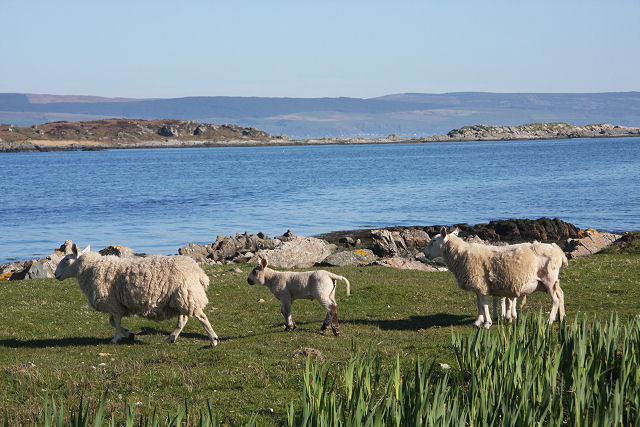
Gigha au premier plan et Gigalum au second.
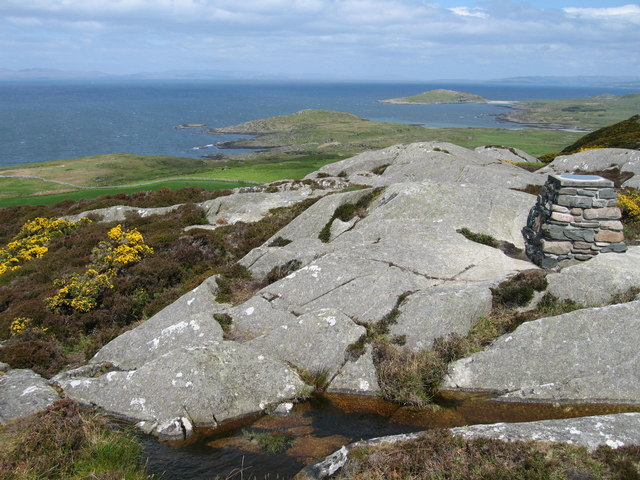
Creag Bhàn, plus grande colline sur l'île, culminant à 100 m.

## Rachat par la communauté
Les problèmes créés par les propriétaires privés touchèrent à leur fin en mars 2002 lorsque les insulaires réussirent, avec l'aide de subventions et de prêts de National Lottery et Highlands and Islands Enterprise, à acheter l'île pour quatre millions de livres sterling (dont 1 million en prêt à court terme). Ils sont donc maintenant propriétaires à travers une société fiduciaire appelée Isle of Gigha Heritage Trust. Le 15 mars, jour où l'achat fut effectué, est ainsi célébré dans l'île comme jour de l'indépendance. Les fonds pour rembourser le prêt furent principalement levés en vendant Achamore House, mais pas les jardins, à un homme d'affaires californien, Don Dennis. Ce dernier est maintenant responsable d'un commerce d'import d'essence de fleurs et gère une compagnie faisant des visites par bateau à partir de la maison, utilisée comme chambres d'hôtes. Des fonds de 200 000 £ furent levés par les insulaires à travers plusieurs projets de collecte de fonds, ce qui a permis au prêt d'être remboursé au Scottish Land Fund le 15 mars 2004. 
Depuis le rachat par la communauté, plusieurs entreprises privées se développèrent sur Gigha, donnant ainsi un nouvel élan à l'économie locale. Une de ces entreprises, Boathouse Café Bar, a reçu plusieurs prix. Dans l'ensemble, la population de l'île et l'économie ont commencé à se remettre grâce à ces activités.

## Vie sauvage
Gigha étant sur les côtes est de l'océan Atlantique, l'île attire un large variété d'oiseaux de mer tels que le guillemot et le somateria, qui se reproduisent sur Eilean Garbh. À l'intérieur des terres se trouvent des canards, tels que le canard colvert, la sarcelle d'hiver, le canard siffleur et le fuligule milouin, ainsi que des hérons, bécassines, faisans et lagopèdes. Des populations considérables de corneille mantelée et choucas des tours sont présentes, et des oies passent occasionnellement par l'île. Les mammifères sont sous-représentés, puisqu'il n'y a la présence d'aucune des espèces suivantes : cerf, hermine, belette, renard, lièvre. Vers le milieu du XXe siècle, Gigha comptait huit navires de pêche à la morue et au homard, mais cette activité commerciale cessa.